# بوخن (ادنوالد)
شهر بوخن در ایالت بادن-وورتمبرگ در کشور آلمان واقع شده است.